# Saint-Palais (Gironde)
 Saint-Palais egy francia település Gironde megyében az Aquitania régióban. Lakosainak száma 512 fő (2022. január 1.).

## Földrajz
Saint-Palais Boisredon, Saint-Bonnet-sur-Gironde, Pleine-Selve, Saint-Ciers-sur-Gironde és Val-de-Livenne községekkel határos.

## Adminisztráció
Polgármesterek:
- 2001–2014 Jacky Terrancle (UMP)

## Demográfia
| Lakosok száma | 452  | 443  | 409  | 466  | 512  | 522  | 505  | 497  | 499  | 512  |
|               | 1968 | 1982 | 1990 | 2006 | 2013 | 2015 | 2017 | 2019 | 2020 | 2022 |